# Brigit Repas
Brigit Repas (1977) è un'ex sciatrice alpina canadese.

## Biografia
La Repas debuttò in campo internazionale in occasione dei Mondiali juniores di Lake Placid 1994; in Nor-Am Cup conquistò l'ultimo podio il 28 novembre 1995 a Mont-Sainte-Anne in slalom speciale (3ª) e prese per l'ultima volta il via il 29 marzo 1997 a Mont-Tremblant/Mont Garceau nella medesima specialità (19ª). Si ritirò al termine di quella stessa stagione 1996-1997 e la sua ultima gara fu uno slalom gigante FIS disputato il 12 aprile a Skibec; non debuttò in Coppa del Mondo né prese parte a rassegne olimpiche o iridate.

## Palmarès

### Nor-Am Cup
- 1 podio (dati dalla stagione 1994-1995):
  - 1 terzo posto